# UK Horizons
UK Horizons byl britský televizní kanál, který, jako součást sítě kanálů UKTV, vysílal hlavně dokumenty BBC. Většina pořadů od BBC bylo kvůli komerčním účelům zkráceno. Jeho jméno bylo odvozeno z názvu dosud vysílajícího pořadu BBC Horizons, který tvořil jádro pořadů v prvních letech vysílání. UK Horizons spustil své vysílání 1. listopadu 1997 spolu s kanály UK Arena (dnes Alibi) a UK Style. Tento kanál kaké vytvářel rozšířené verze nejsledovanějších pořadů BBC, jako například pořadů Top Gear, či Tomorrow's World. Původní editor kanálu byl Bryher Scudamore a jeho zástupce Eddie Tulasiewicz. 8. března 2004 byl kanál nahrazen novými kanály UKTV Documentary(dnes Eden) a UKTV People(dnes Blighty).